# 豊川海軍工廠平和公園
豊川海軍工廠平和公園（とよかわかいぐんこうしょうへいわこうえん）は、愛知県豊川市の豊川海軍工廠の跡地の一角にある、歴史に学び平和の尊さを考える平和公園。園内に豊川市平和交流館がある。

## 概要
豊川海軍工廠は銃器や弾丸などを製造した日本海軍直属の巨大工場で、第二次世界大戦当時「東洋一の兵器工場」と称された。終戦間際の1945年（昭和20年）8月7日の豊川空襲で壊滅的被害を受け、多数の犠牲者と負傷者を出した。
戦後、跡地の一部は名古屋大学の研究施設として利用されていたが、その一角を豊川市が平和公園として整備した。条例上の名称は「豊川市豊川海軍工廠平和公園」。
正門を入ると駐車場を隔てて広大な緑の芝生が広がり、その中に小山のような二つの土の塊が目に留まる。旧第一火薬庫と旧第三信管置場である。遠目に同じように見えるこの二つの戦争遺跡は、整備公開されており、内部を見学することも可能である（申込制、無料）。「生の戦争遺跡に触れる」、それがこの公園の一つのコンセプトでもある。
自治体による、戦争遺跡にある平和公園としては、広島、長崎に続いて三番目である。

園内の豊川市平和交流館は工廠と戦争の歴史に関する展示があり、歴史に学び、平和の大切さについて考える場となっている。

## 公園内の施設

### 豊川市平和交流館
豊川海軍工廠の歴史、公園内の戦争遺跡などについてパネルや資料を常時展示する多目的室、団体の見学や企画講座などを開催するガイダンス室などからなる管理事務所的施設。
豊川海軍工廠語り継ぎボランティアが常駐し、希望に応じて展示解説や園内案内などのガイドをしている（団体は予約が必要。手話ガイドも予約が必要）。また、解説映像「豊川海軍工廠大空襲」（約15分。手話通訳付き）を定時に上映している。

#### 展示（多目的室）
豊川海軍工廠をめぐる歴史や工廠の生産品や働いていた人々、悲惨な大空襲の様子、戦後の名残や戦争遺構などについてパネルを主体に展示している。当時の遺品、生産品の一部、爆弾の破片などの実物も展示されている。体験者が空襲の悲惨さを描いた絵画もある。

#### ガイダンス室
小・中学校等の平和学習、各種団体の見学や研修、工廠関連の専門講座、公開イベントなどにさまざまに使われる。解説映像「豊川海軍工廠大空襲」（約15分。手話通訳付き）を上映している。

#### レストエリア
豊川市「平和の像」のプロトタイプが展示され、図書コーナー、映像コーナーなどがある。
「平和の像」は平和之像建設委員会が募金活動で1,300万円集め、1965年（昭和40年）8月工廠神社跡（豊川運動公園内）に設置された。
金沢美術工芸大学教授で彫刻家の矩幸成（かねこうせい）の作で、レストエリアにはそのプロトタイプが安置されている。傍らには「豊川海軍工廠殉難者名簿」も添えられ、静かに慰霊しているかのようである。
図書コーナーの中心は「八七会文庫」である。八七会は豊川空襲で生存した豊川海軍工廠の従業員の会である。八七会から寄贈を受けたもので、工廠や戦争関連の書籍が充実している。また、公園内にパネルが設置してある「工廠のあんちゃん」の複製全編のファイリングやボランティア作成の「豊川海軍工廠関係手記目録」や『見習工員日誌』の活字化冊子も閲覧できる。

#### 語り継ぎボランティアガイド
平和交流館には豊川海軍工廠語り継ぎボランティアが常駐し、利用者の希望に応じて館内の展示や園内の戦争遺跡についてガイドを担当している。ガイドは平和交流館事務室にて無料で申し込める（15人以上の団体は事前に予約が必要。手話ガイドも予約が必要）。語り継ぎボランティアたちは平成29年度に10回の養成講座を受講して資格を得ている。予約外のガイドは以下のスケジュールとなっており、30～40分程度である。
- 午前10時から
- 午前11時から
- 午後1時30分から
- 午後2時30分から

### 旧第一火薬庫
戦争遺跡。海軍工廠時代に使用された火薬庫。保管する火薬の品質を保つため、コンクリート造りの構造体に土をかぶせている。豊川市指定史跡。内部の見学は平和交流館に申し込む（無料）。

### 旧第三信管置場
戦争遺跡。海軍工廠時代に使用された信管置場。爆発事故が発生した際に回りに被害をださないよう、建物の周囲に土塁が設けられている。豊川市指定史跡。 公園整備時に園内を見渡せる展望台を設けている。また、工廠内の工場で使っていたフライス盤と旋盤も展示されている。内部の見学は平和交流館に申し込む（無料）。

### 街路灯
戦争遺跡。海軍工廠当時に使用された街路灯8基を元位置または最寄位置に保存展示している。いずれも、本来あった傘も電球もなく、コンクリートの電柱のみの状態である。

### 防空壕跡
戦争遺跡。素掘りの小型の防空壕跡を園内に3基、現状保存している。

### その他の戦争遺構
園内には、その他に、着弾跡、防火水槽跡、土塁などの戦争遺構もある。

#### 着弾跡
昭和20年8月7日の空襲では3,256発もの500ポンド爆弾が投下された。その一つの着弾の跡が旧第一火薬庫北側にある、コンクリートの側溝は大きくえぐれ、破壊力の大きさを物語っている。

#### 防火水槽跡
当時の水槽が二基、きれいに補修され、水の代わりに大きめの丸い石で埋められている。

#### 土塁と排水路
豊川海軍工廠の敷地外周には土塁が巡り、その外側には排水路が設けられていた。現在の平和公園の北側にもその土塁が残存する。通路用に一部をカットしたほかは、現状を保存している。一方、排水路は戦後改修をされたものである。

### 遊具広場
子ども用遊具は雲梯付きすべり台が一つ。工廠の生活を絵日記風に再現した「工廠のあんちゃん」のパネルが展示されている。

## 沿革
- 1995年(平成7年)8月7日 - 豊川市平和都市宣言。
- 2013年(平成25年)度 - 豊川市平和公園（仮称）整備検討委員会の開催。
- 2014年(平成26年)5月 - 豊川市平和公園（仮称）整備基本構想の策定。
- 2016年(平成28年)2月 - 豊川市平和公園（仮称）整備基本計画の策定。
- 2016年(平成28年)度 - 公園整備工事の着工、平和交流館・残存遺構保存整備の実施設計。
- 2017年(平成29年)度 - 公園整備工事、平和交流館建設工事、残存遺構保存整備工事の施工。
  - 残存遺構の保存整備工事は（株）魚津社寺工務店が担当した[3]。
- 2017年(平成29年)度 - 豊川海軍工廠語り継ぎボランティアガイド養成講座（年10回）開講。
  - 養成講座の講師は豊川市教育委員会生涯学習課の平松弘孝課長補佐が担当した。[4]
- 2018年(平成30年)6月9日 - 豊川海軍工廠平和公園開園。[5]
- 2021年(令和3年)度 - 豊川海軍工廠語り継ぎボランティアガイド養成講座（第2期）開講。
- 2025年(令和7年)度 - 豊川海軍工廠語り継ぎボランティアガイド養成講座（第3期）開講。

## 休園日・開園時間
- 休園日：火曜日（祝日の場合は開園）、年末年始（12月29日から1月3日）。
- 開園時間：午前9時から午後5時、平和交流館も同じ。

## アクセス[6]

### 車
- 東名高速道路「豊川I.C.」から約10分。

### 鉄道
- 名鉄豊川線「諏訪町駅」下車、徒歩で約40分。

### バス
- 豊川市コミュニティバス：ゆうあいの里八幡線「豊川海軍工廠平和公園」バス停下車、徒歩で約5分。
- 豊鉄バス：豊川線･新豊線「諏訪神社」バス停下車、徒歩で約30分。